# Antennaria zosonia
Antennaria zosonia là một loài thực vật có hoa trong họ Cúc. Loài này được H.S.Pak mô tả khoa học đầu tiên năm 1999.